# Osella PA7

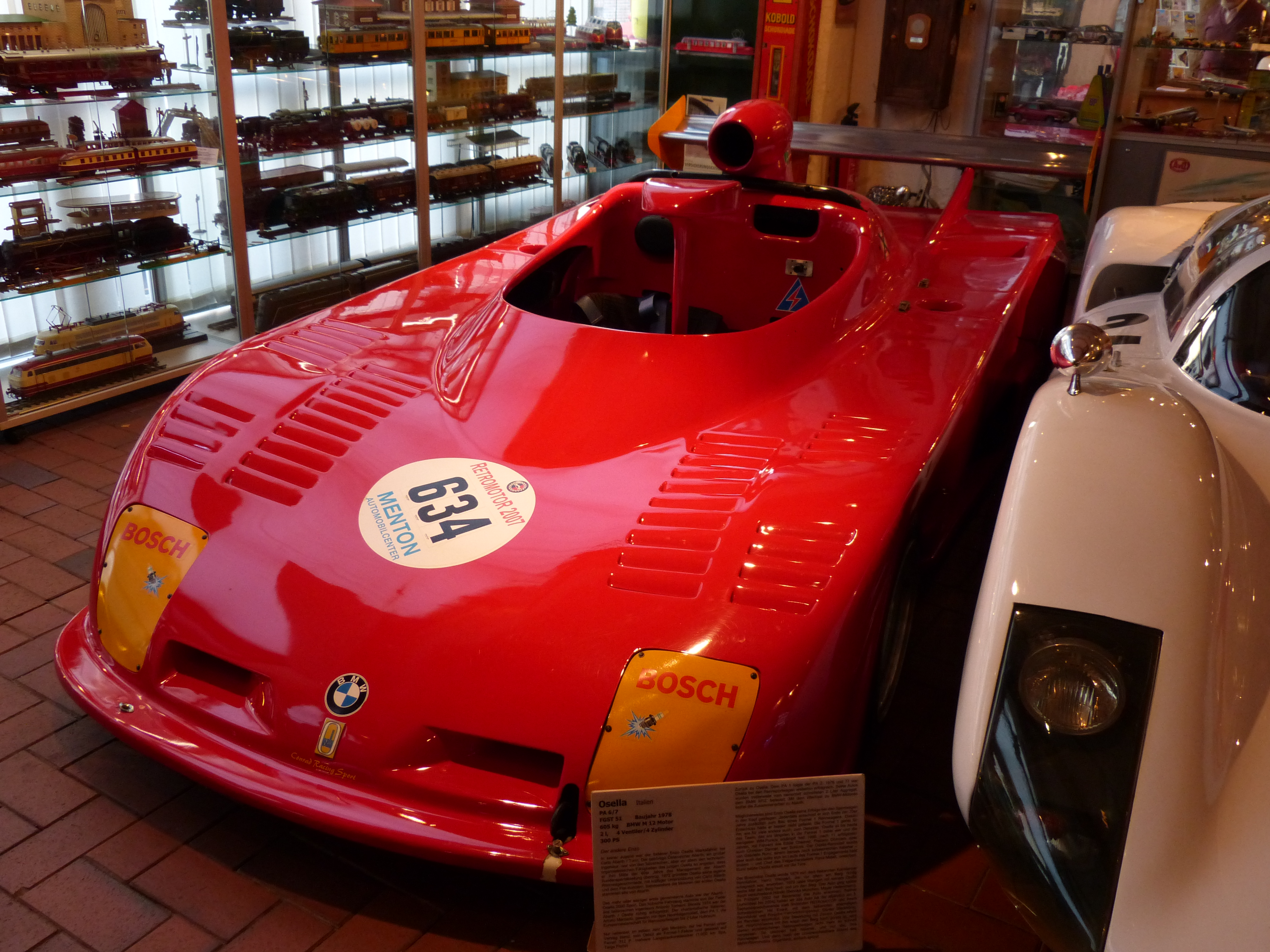
Osella PA7

Der Osella PA7 war ein Sportwagen-Prototyp, der 1979 bei Osella Squadra Corse entwickelt und bis 1986 in Sportwagen- und Bergrennen eingesetzt wurde.

## Entwicklungsgeschichte
Seit Anfang der 1970er-Jahre war Osella als Produzent von Rennsportwagen aktiv. Der erste dieser Prototypen war der PA3, der 1974 erschien. Der PA7 war in der Reihe der Entwicklungen das fünfte Modell. Der Wagen hatte ein Leergewicht von 710 kg, was dem Mindestgewicht der Sportwagen bis 2 Liter Hubraum zu dieser Reglementzeit entsprach. Als Motoren kamen 2-Liter-4-Zylinder-Triebwerke von BMW zum Einsatz, die ursprünglich für Monopostos der Rennformel 2 entwickelt wurden. Bei einer Leistung von etwa 165 PS bzw. 225 kW waren die PA7 bis 320 km/h schnell.

## Renngeschichte
Bei Sportwagenrennen (ausgenommen Bergrennen) wurden bei 32 Rennen 62 Meldungen für einen PA7 abgegeben. Dabei erzielte dieser Renntyp sieben Gesamt- und acht Klassensiege. 22 Podiumsplatzierungen wurden erreicht.

### 1979
Bei der Entwicklung des PA7 war bei Osella nicht nur an werkseitige Einsätze dieses Typs gedacht. Die PA7 wurden fast ausschließlich für den Kundengebrauch gebaut und viele Chassis daher an Privatfahrer und Privatteams verkauft. Eines der ersten Chassis (079) ging an den italienischen Rennfahrer Carlo Franchi, der damit in der italienischen Gruppe-6-Meisterschaft an den Start ging. Sein Renndebüt gab der PA7 allerdings beim 6-Stunden-Rennen von Mugello 1979, einem Langstreckenrennen, das zur Sportwagen-Weltmeisterschaft zählte. Franchi bestritt das Rennen gemeinsam mit Gianfranco Palazzoli (Pseudonym Pal Joe) und beendete es an der achten Stelle der Gesamtwertung. Das war der zweite Endrang in der Klasse für 2-Liter-Fahrzeuge. Der Sieg ging an die Markenkollegen Giorgio Francia und Lella Lombardi, die einen Osella PA6 fuhren.
Der erste Rennsieg des PA7 ist für Osella als historisch zu bezeichnen, markiert er doch den ersten von drei Gesamtsiegen des Teams bei einem Rennen zur Sportwagen-Weltmeisterschaft. Lella Lombardi und Enrico Grimaldi siegten beim 6-Stunden-Rennen von Pergusa 1979 mit einem Vorsprung von 15 Sekunden auf den Lancia Beta Montecarlo von Riccardo Patrese und Carlo Facetti.
Die Saison 1979 gehört überhaupt zu einer der erfolgreichsten in der Geschichte von Osella als Team und Hersteller. Neben einigen Siegen von Franchi in der italienischen Gruppe-6-Meisterschaft gewannen Lella Lombardi und Giorgio Francia einen zweiten Sportwagen-Weltmeisterschaftslauf, das 6-Stunden-Rennen von Vallelunga.

### 1980 bis 1986
In den folgenden Jahren wurden PA7 vor allem bei nationalen italienischen Sportwagenrennen und bei Bergrennen gefahren. 1980 siegte Eugenio Renna (Pseudonym Amphicar) beim Gruppe-6-Rennen in Pergusa und ein Jahr später bei diesem Rennen Gabriele Ciuti. 1984 und 1985 wurde Herbert Stenger mit einem PA7 Gesamtzweiter bei den Rennwagen in der Europa-Bergmeisterschaft.